# Каппа Центавра
Каппа Центавра (κ Centauri, κ Cen) — подвійна зоря в сузір'ї Центавра. Видима зоряна величина — +3,14, її можна побачити неозброєним оком у темну ніч. Розташована на відстані приблизно 380 св. років від Землі.
Це спектроскопічна подвійна система, наявність супутника виявлена за зсувами ліній поглинання, викликаними ефектом Доплера. Головним компонентом є зоря-субгігант, маса якої приблизно всемеро перевищує масу Сонця, а радіус — учетверо більший радіуса Сонця. Має зоряну класифікацію B2 IV, перебуває на еволюційній стадії субгіганта. Ефективна температура зовнішньої оболонки 19800 K надає їй блакитно-білого відтінку.
Головна зоря показує варіації профілю ліній у своєму спектрі і є кандидатом у змінні типу β Цефея. Однак природа змінності залишається невизначеною через подвійність системи.